# برايان غارفيلد
برايان غارفيلد (بالإنجليزية: Brian Garfield)‏‏ (24 أبريل 1939 في نيويورك - 29 ديسمبر 2018 في باسادينا، كاليفورنيا) روائي، وكاتب، وكاتب سيناريو من الولايات المتحدة.

## الجوائز
- جائزة إدغار

## روابط خارجية
- برايان غارفيلد على موقع IMDb (الإنجليزية)
- برايان غارفيلد على موقع ألو سيني (الفرنسية)
- برايان غارفيلد على موقع أول موفي (الإنجليزية)
- برايان غارفيلد على موقع قاعدة بيانات الأفلام السويدية (السويدية)
- برايان غارفيلد على موقع قاعدة بيانات الفيلم (الإنجليزية)
- برايان غارفيلد على موقع كينوبويسك (الروسية)